# Captiva (Flórida)
Captiva é uma Região censo-designada localizada no estado americano de Flórida, no Condado de Lee.

## Demografia
Segundo o censo americano de 2000, a sua população era de 379 habitantes.

## Geografia
De acordo com o United States Census Bureau tem uma área de
27,2 km², dos quais 3,2 km² cobertos por terra e 24,0 km² cobertos por água. Captiva localiza-se a aproximadamente 0 m acima do nível do mar.

## Turismo

Vista panorâmica da praia de Captiva ao nascer do sol

O Turismo é a principal fonte de receita da ilha. É possível encontrar lojas de souvenirs e restaurantes na Andy Rosse Lane.